# Giovanni Falcone

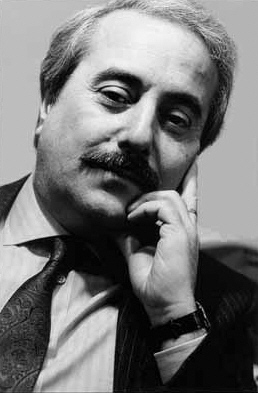
Porträt Giovanni Falcones

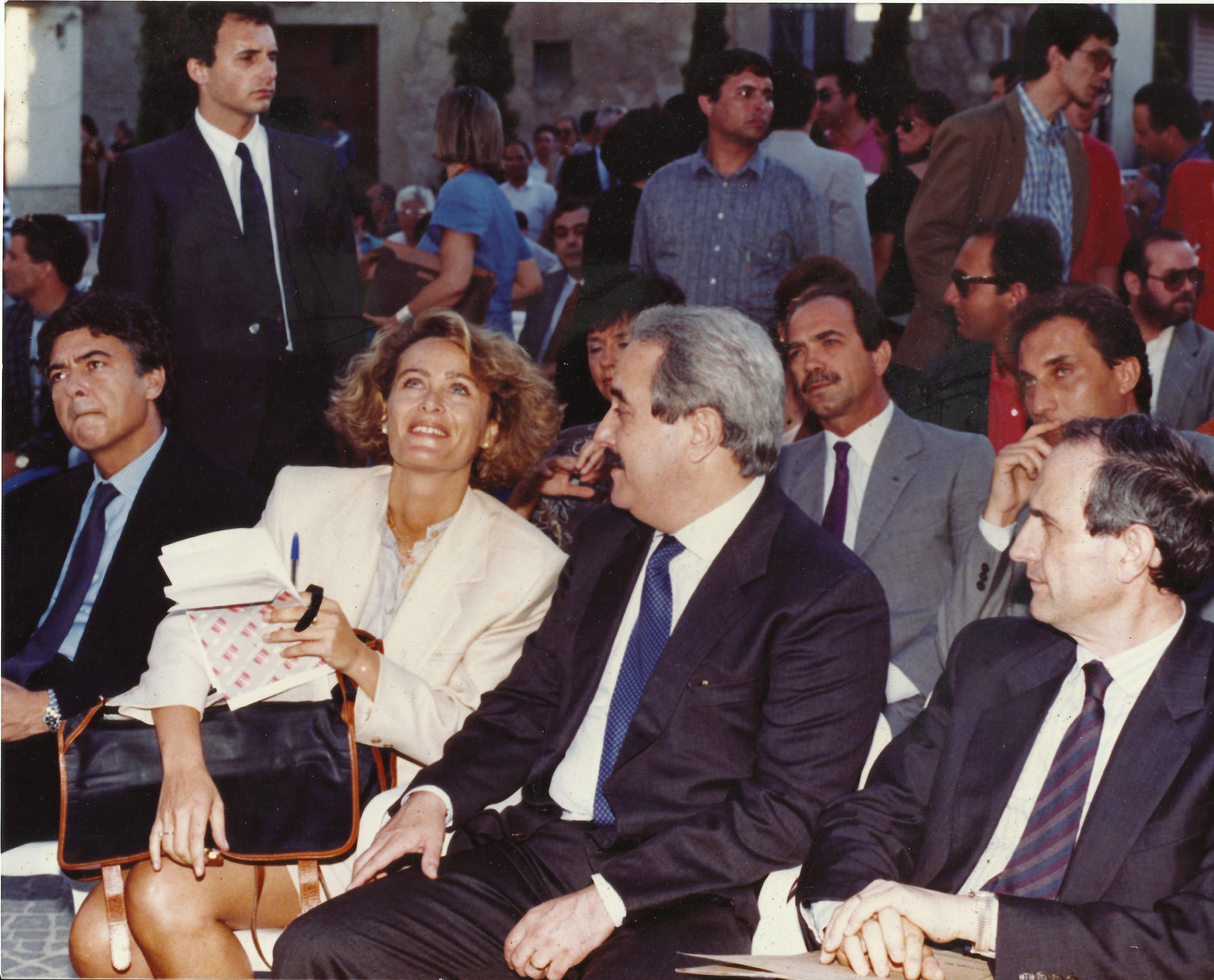
Giovanni Falcone (2. v. r.) im Jahr 1991

Giovanni Falcone (* 18. Mai 1939 in Palermo; † 23. Mai 1992 ebenda) war ein italienischer Jurist und aktiv im Kampf gegen die Cosa Nostra. Er gilt als Symbolfigur des Kampfes gegen die organisierte Kriminalität auf Sizilien.

## Herkunft und Ausbildung
Giovanni Falcone wurde 1939 als Sohn von Arturo Falcone und Luisa Bentivegna in wohlhabenden Verhältnissen in Palermo geboren. Das Geburtshaus der Familie, in dem er seine Kindheit verbrachte, befand sich im Wohnviertel La Kalsa. 
Falcone war schon als Kind mit Paolo Borsellino befreundet, der in der angrenzenden Via Vetriera lebte. Für kurze Zeit besuchte er die Marineakademie in Livorno. Anschließend studierte er Rechtswissenschaft und erwarb 1961 einen Abschluss. Er arbeitete danach drei Jahre als Anwalt und wurde 1964 zum Richter ernannt.

## Mafiaprozess
Anfang der 1980er-Jahre baute Falcone als Untersuchungsrichter gemeinsam mit dem damaligen leitenden Richter am Obersten Richterrat Rocco Chinnici und Liliana Ferraro vom Justizministerium in Palermo eine Sonderkommission zur Bekämpfung der Mafia auf.
Die auf Sizilien verbreitete Organisation machte durch zahlreiche Anschläge auf die Ermittler immer wieder klar, dass sie derartige Störungen ihrer Macht und Geschäfte nicht zulassen würde; Chinnici fiel 1983 einem Bombenattentat zum Opfer.
1984 konnte Falcone die Mafiagröße Tommaso Buscetta bewegen, das Gebot der Omertà zu brechen und sich als Kronzeuge zur Verfügung zu stellen. Buscettas Aussagen waren von großem Wert für die Ermittler und führten zur Inhaftierung vieler Mafiosi.
Unbeirrt leitete der unter ständigem Polizeischutz stehende Falcone ab Februar 1986 als Untersuchungsrichter den sogenannten  Maxi-Prozess gegen rund 400 Mitglieder der Mafia, der 22 Monate andauerte und von denen zahlreiche aufgrund der von ihm vorbereiteten Verfahren zu langjährigen Haftstrafen verurteilt wurden.
Verhandlungsort war ein eigens im Innern des Gefängnisses von Palermo errichtetes Bunkergebäude, das selbst einem Raketenbeschuss hätte standhalten können. Während des Prozesses wurde die Anlage von etwa 500 Sicherheitskräften und einem Panzer gesichert, der Luftraum wurde überwacht. Durch seine Untersuchungen drang Falcone bis zum Kern der Mafia vor. Weitere Massenprozesse folgten in den nächsten Jahren, nachdem Falcone die Aussagen weiterer geständiger Mafiosi verwerten konnte. 1991 wechselte Falcone ins Justizministerium.

## Attentat

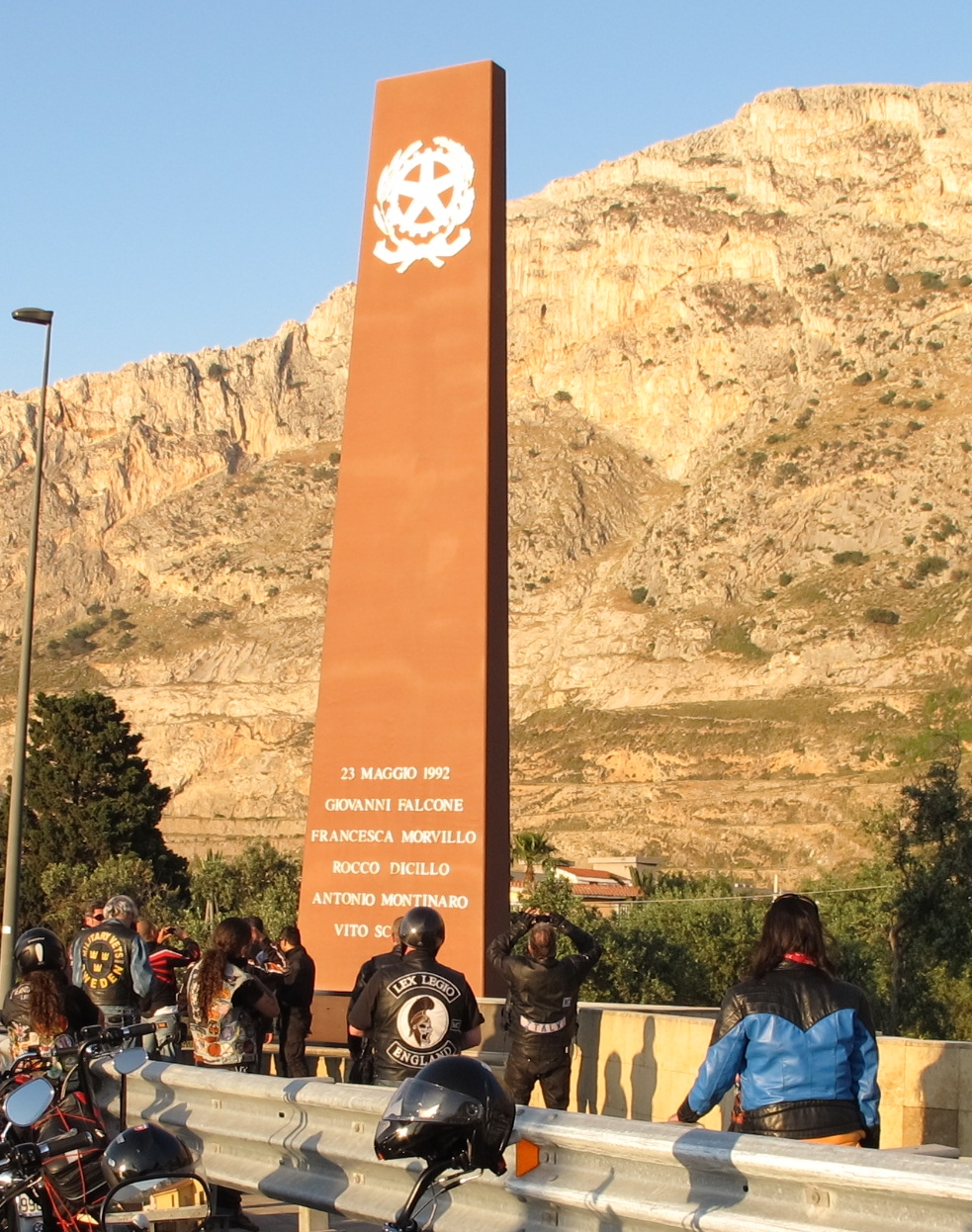
Denkmal in Capaci

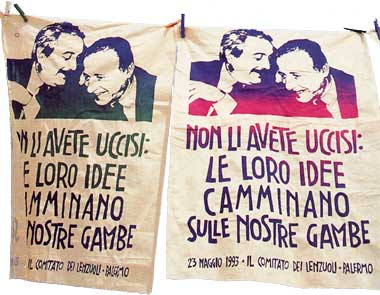
Erinnerung an Falcone und Borsellino auf Demonstrationsbannern mit dem bekannten Bild von Tony Gentile

Gedenkplakette an Falcone und Borsellino am Flughafen Palermo

Am 23. Mai 1992 war Falcone zusammen mit seiner Ehefrau Francesca Morvillo, Richterin am Jugendgericht, auf dem Weg zu seinem Wochenendhaus bei Palermo. Sie waren in einem Konvoi von drei gepanzerten Fiat Croma und Lancia Thema unterwegs. Die Attentäter hatten unter der Autobahn A29 bei Capaci in einem Drainagerohr 500 kg TNT-Sprengstoff deponiert und ferngesteuert gezündet. Das erste der drei Fahrzeuge, in dem drei Leibwächter saßen, wurde von der Detonation voll erfasst, die drei Insassen waren sofort tot. Falcone saß mit seiner Frau im zweiten, von ihm selbst gelenkten Wagen, beide wurden schwer verletzt und starben kurz darauf im Krankenhaus, Falcones Chauffeur Giuseppe Costanza überlebte auf der Rückbank schwer verletzt.
Zwei rote Granitsäulen beiderseits der Autobahn E90 Palermo – Mazara del Vallo an der Stelle der Bombenexplosion erinnern heute an das Attentat. Falcone wurde zunächst auf dem Friedhof Sant’Orsola in Palermo in der Grabkapelle seiner Familie beigesetzt. Im Juni 2015 wurde der Leichnam umgebettet und liegt seitdem in der Basilika San Domenico in Palermo, nach der Kathedrale die zweitwichtigste Kirche der Stadt.
Für den Anschlag musste sich ein Anführer der Cosa Nostra, Giovanni Brusca, vor Gericht verantworten, der 1996 verhaftet werden konnte. Laut Aussage mehrerer Pentiti wurde das Attentat vom damaligen „Boss der Bosse“ Salvatore „Totò“ Riina in Auftrag gegeben.
Zwanzig Jahre nach dem Attentat, im November 2012, nahm die Polizei den mutmaßlichen Lieferanten des Sprengstoffes, den Fischer Cosimo D’Amato, fest. Das Geständnis eines früheren Mafioso hatte die Ermittler auf seine Spur gebracht. Angaben aus Polizeikreisen zufolge soll D’Amato geholfen haben, das bei dem Anschlag verwendete TNT aus Weltkriegsbomben zu extrahieren, die er aus dem Meer gefischt hatte.

## Folgen
- Das Attentat auf Falcone stürzte Italien in eine schwere Krise, nicht zuletzt wegen des berechtigten Verdachts, dass seine streng geheim gehaltene Ankunft auf dem Flughafen Palermo von Mitarbeitern im innersten Kreis der Staatsmacht verraten worden war.
- Wenige Wochen später, am 19. Juli 1992, fiel auch Falcones Kollege und engster Vertrauter Paolo Borsellino zusammen mit vier Begleitern und einer Begleiterin in Palermo einem Sprengstoffanschlag zum Opfer.
- Falcone erlangte wegen seines Kampfes gegen das organisierte Verbrechen vor allem auf Sizilien große Popularität. Der Flughafen Palermo-Punta Raisi wurde umbenannt in Flughafen Palermo-Punta Raisi Falcone e Borsellino.
- 1992 wurde von der Familie Falcones in Palermo die Stiftung Giovanni e Francesca Falcone begründet. Das primäre Ziel der Stiftung besteht in der Förderung von kulturellen Aktivitäten, von Studium und Forschung zur Förderung einer von der Mafia unabhängigen Kultur in der Gesellschaft. Im Jahr 1996 erhielt die Stiftung Beraterstatus als Nichtregierungsorganisation bei ECOSOC (Wirtschafts- und Sozialrat der Vereinten Nationen).
- Am 30. März 2010 wurde ein 1999 entdeckter Asteroid nach Giovanni Falcone benannt: (60183) Falcone.
- Am 22. Mai 2017, einen Tag vor dem 25. Jahrestag des Anschlags auf Falcone, wurde in Palermo der Mafia-Boss Giuseppe Dainotti auf offener Straße ermordet.[4] Dainotti galt als rechte Hand der Mafia-Größe Salvatore Cancemi, der am Attentat auf Falcone beteiligt war. Obgleich Dainotti offenbar Opfer eines mafiainternen Konflikts wurde, verstand der zuständige Palermische Staatsanwalt das Attentat als Warnung an den Staat: „Sobald irgendwer behauptet, die Mafia existiere nicht mehr oder sei zerschlagen, passiert etwas, das bestätigt, dass sie immer noch da ist.“[5]